# Max Bergbohm
Max Sigismund Bergbohm (* 3. September 1889 in Dorpat; † 30. Juni 1965 in Würzburg) war ein deutscher Jurist und Ministerialbeamter.

## Leben
Max Bergbohm war ein Sohn des späteren Marburger und Bonner Professors Karl Magnus Bergbohm (1849–1927).
Er studierte Rechtswissenschaft in Tübingen und wurde 1909 Mitglied des Corps Suevia Tübingen.
Er diente im Ersten Weltkrieg und war später als Leutnant d. R. außerordentliches Mitglied des Deutschen Aero Clubs.
Bis 1922 war er Regierungsassessor im Preußischen Finanzministerium und dann bis 1925 als Regierungsrat, später Oberregierungsrat, im Preußischen Ministerium für Volkswohlfahrt. In dieser Funktion nahm er u. a. an den Sitzungen des Staatsministeriums und später des Ministerrates teil. 1929 wurde er hier Ministerialrat. Von 1930 bis 11. Februar 1933 war er stellvertretender Bevollmächtigter Preußens zum Reichsrat und nahm u. a. bis April 1933 an den Sitzungen der Kommissare des Reiches für Preußen teil.
Im August 1932 war erst die Versetzung in das Reichsministerium des Innern vorgesehen, Bergbohm wurde aber am 19. August 1932 zunächst in das Preußische Finanzministerium und dann am 1. Dezember 1932 in das Preußische Staatsministerium versetzt. Zum 1. Mai 1933 trat er der NSDAP bei (Mitgliedsnummer 2.637.027). 1933 wurde er Ministerialdirektor und war u. a. Kurator des Reichs- und Staatsanzeigers. Diese Funktionen behielt er bis mindestens 1943. Ebenso hatte er verschiedene Treuhänderfunktionen inne und war Mitglied der Rohdich’schen Legatenfonds.
Im Juli 1934 war er Vertreter Preußens im Ständigen Ausschuss des Reichsverteidigungsrates. 1938 wurde zufällig festgestellt, dass Bergbohm nicht „arisch“ sei, sodass er als Mischling 2. Grades galt. Er wurde daraufhin aus der NSDAP ausgeschlossen, konnte aber durch die Genehmigung Görings, Ministerpräsident Preußens und damit Leiter des Preußischen Staatsministeriums, seine Laufbahn fortsetzen.
Ein Jahr später wurde er zum Stab des höheren Fliegerkommandos II kommandiert. Er wurde in der Luftwaffe – er war bereits im Ersten Weltkrieg Flieger; als Flugzeugführer ausgebildet – 1937 Hauptmann d. R. und 1939 Major d. R. Am 1. Dezember 1939 wurde er zum Kriegsdienst in der Wehrersatzinspektion Berlin verpflichtet, aber am 22. Dezember 1939 aus dem Grunddienst beurlaubt. Am 15. Januar 1940 erfolgte seine Beurlaubung, und er wurde unter Göring für den Vierjahresplan verwendet.
Kurzzeitig war er ab Mitte April 1941 im Stab des Luftgaukommandos III (Berlin). Er wurde ab 13. Februar 1940 als Verbindungsmann für Fragen der Behandlung feindlichem Vermögens eingesetzt und wurde Ende 1940 zum Abwehrbeauftragten des OKWs bestellt. In den folgenden Jahren wurde er aus dem aktiven Dienst genommen, war aber weiterhin der Luftwaffe zur Verfügung gestellt. Zum Kriegsende wurde er wieder im Preußischen Staatsministerium geführt.
Nach dem Krieg trat er in die CDU ein und wurde in Lauenburg an der Elbe aktiv. Als stellvertretender Bürgermeister der Stadt war er Erster Stadtrat. Im September 1950 gab er die Posten ab und verließ Lauenburg. Anschließend wurde er noch Mitglied des Bundesrechnungshofs.
Am 7. März 1922 heiratete er in Oldenstadt Elsa Maud Albrecht (* 1896).